# Decodon pacificus
Decodon pacificus är en fiskart som först beskrevs av Toshiji Kamohara 1952.  Decodon pacificus ingår i släktet Decodon och familjen läppfiskar. IUCN kategoriserar arten globalt som otillräckligt studerad. Inga underarter finns listade i Catalogue of Life.